# تعددية نظرية المعرفة
تعددية نظرية المعرفة (بالإنجليزية: Epistemological pluralism) مصطلح يستخدم في الفلسفة والاقتصاد وأي مجال من مجالات الدراسة تقريبًا للإشارة إلى طرق مختلفة لمعرفة الأشياء، ومنهجيات معرفية مختلفة للوصول إلى وصف أكمل لمجال معين. ثنائية العقل والجسد هي أحد أنواع هذه التعددية، على سبيل المثال، فصل طرق فحص العقل عن تلك المناسبة للمادة (معضلة العقل والجسد). على النقيض من ذلك، فإن الأحادية هي التقييد لنهج واحد، على سبيل المثال، الاختزالية، التي تؤكد أن دراسة جميع الظواهر يمكن اعتبارها إيجاد علاقات مع بعض الكيانات الأساسية القليلة.